# Lakewood (Washington)
Lakewood es una ciudad ubicada en el condado de Pierce en el estado estadounidense de Washington. En el año 2000 tenía una población de 58.211 habitantes y una densidad poblacional de 1.313,6 personas por km².

## Geografía
Lakewood se encuentra ubicada en las coordenadas 47°10′0″N 122°31′34″O / 47.16667, -122.52611.

## Demografía
Según la Oficina del Censo en 2000 los ingresos medios por hogar en la localidad eran de $36.422, y los ingresos medios por familia eran $42.551. Los hombres tenían unos ingresos medios de $31.434 frente a los $26.653 para las mujeres. La renta per cápita para la localidad era de $20.569. Alrededor del 15,8% de la población estaban por debajo del umbral de pobreza.